# Арчер, Тэсмин
Тэсмин Арчер (Tasmin Archer) — британская певица. Песня «Sleeping Satellite» из её первого альбома Great Expectations стала невероятно популярной в Соединенном Королевстве и занимала первые строки в хит-парадах.

## Биография
Родилась Тэсмин 3 августа 1963 года в городе Брадфорде. Сначала она работала швеей и присоединилась к группе «Dignity» в качестве бэк-вокалистки. Позже, окончив курсы секретаря, она стала служащей в Leeds Magistrates' Court. Это помогло ей попасть в звукозаписывающую студию «Flexible Response» и впоследствии начать работать с такими музыкантами, как Джон Хьюз и Джон Бэк.
Арчер выступила на ЭМИ (EMI) в 1990 году и выпустила свой первый сингл «Sleeping Satellite» в сентябре 1992 года, который стал номером 1 в Соединённом Королевстве. Альбом «Great Expectations» последовал в октябре того же года. Остальные песни из альбома были в числе топ-40 хитов, но они не смогли достичь того же успеха, что и её дебютная песня. В 1993 году Арчер выиграла музыкальную награду BRIT Award за лучший прорыв в музыке Британии. Позже она шутила, что хранит эту награду в кухонном шкафу и утверждала, что колет ею орехи и делает отбивные.
На время исчезнув из центра внимания, в 1996 году Тэсмин Арчер выступила со своим вторым альбомом «Bloom». Тем не менее, альбом (и новый сингл «One More Good Night With The Boys»), провалился и не смог удержаться в чартах. В конце 1997 года разногласия с ЭМИ (EMI) оставили Арчер с чувством, что её использовали для коммерческой выгоды. И она решила сделать короткий перерыв в творчестве. Через два года она почувствовала, что пора начать заняться творчеством снова, но не смогла из-за творческого тупика в музыкальном направлении. Это не помешало ей творить в других направлениях, и она начала рисовать и лепить из глины во время отсутствия на сцене.
Приступив к работе в 2002 году, несмотря на продолжающийся творческий тупик, Тэсмин и Джон Хьюз стали писать новый альбом. Сначала планировалось назвать его «Non Linear», но позже он стал назваться «ON». Несколько демоверсий песен из этого альбома были бесплатно доступны на специально созданном сайте. Люди поддерживали певицу, отправляя отзывы на новый материал.
25 сентября 2006 года вышел новый альбом «ON» с единственным синглом «Every Time I Want It (Effect Is Monotony)». Ему предшествовала радио-версия песни «Effect Is Monotony», вышедшая 20 сентября.

## Дискография

### Синглы
- «Sleeping Satellite» #1 UK, #32 US, #14 AUS
- «In Your Care» #16 UK
- «Lords of the New Church» #26 UK
- «Arienne» #30 UK
- «Shipbuilding» (E.P.) #40 UK
- «Somebody’s Daughter»
- «One More Good Night With The Boys» #45 UK
- «Sweet Little Truth» #176 UK
- «Every Time I Want It (Effect Is Monotony)»

### Студийные альбомы
- Great Expectations (1992) #8 UK, #56 AUS
- Bloom (1996) #95 UK
- Singer/Songwriter (2004)
- ON (2006)

### Другое
- Complaints (2003)
- Hello (2003)
- Our Day Will Come (2003)
- Sedan (2003)
- Take Care (2003)

## Внешние ссылки
- Официальный сайт (англ.)